# ジャデル・ヴォルネイ・スピンドラー
バレー (Baré) こと、ジャデル・ヴォルネイ・スピンドラー（Jader Volnei Spindler, 1982年1月18日 - ）は、ブラジル・リオグランデ・ド・スル州出身の元プロサッカー選手。なお現役時代のポジションは、フォワード（FW）である。

## 経歴

### クラブ
17歳のときにリオ・グランデ・ド・スル州のグアラニFCのテストに合格し、本格的にサッカーを始める。12歳から17歳までは学校に通いつつ母が働いていたスーパーマーケットに勤務しており、そのスーパーのチームで週に1度サッカーをプレーしていた。1999年10月にウルグアイのデフェンソールに移籍するが、同クラブでは3ヶ月間練習に参加しただけで試合出場はなかった。2000年はレンタル移籍でグレミオに在籍。
2001年4月、デフェンソールから期限付き移籍でJ2・大宮アルディージャに加入。これがプロとしてのキャリアのスタートだった。当時はC契約で「第4の外国人」という扱いだったが、他の外国人選手の相次ぐ怪我などでチャンスをつかむ。デビューとなった5月23日の水戸ホーリーホック戦から4試合で5得点を記録。ホルヘ・デリー・バルデスに次ぎチーム2番目となる13ゴールをあげた。
翌年、怪我で戦列を離れていたチーム内外国人選手が復帰したために外国人枠からあぶれた関係で、大宮を退団してイタリアのACペルージャへの入団を目指し渡欧し、デンマーク、ウルグアイ、ブラジルのクラブでプレーした後、2003年1月、大宮へ復帰した（デフェンソールからの期限付き移籍）。2004年の大宮のJ1昇格にも貢献したが、シーズン終了後に放出される。このときJ1やヨーロッパの幾つかのクラブからオファーを受けたが、J2・ヴァンフォーレ甲府入団をバレー自身が選択した。
2005年シーズンは甲府の攻撃の中心としてJ1昇格に貢献した。J2リーグ戦では得点ランキング2位の21ゴールを記録。柏レイソルと対戦したJ1・J2入れ替え戦では、12月7日の第1戦（小瀬）で決勝ゴール、12月10日の第2戦（日立柏）ではJリーグの1試合個人最多得点記録（当時）となる6得点（ダブルハットトリック）を叩き出す大活躍で甲府のJ1昇格に大きく貢献した。J1へ昇格した2006年も引き続き甲府の攻撃ユニットを牽引。勝利を決定付けるゴールを次々に挙げ、昇格初年度の甲府J1残留を置き土産に同シーズンをもって甲府を退団し、ガンバ大阪に完全移籍し、3年契約を結んだ。
2007年開幕戦、古巣の大宮相手に途中出場から決勝ゴールを決め、感動の涙を流した。このシーズン、J1リーグ得点ランク2位となる20ゴールを挙げ、Jリーグベストイレブンに選出された。2008年2月、パンパシフィックチャンピオンシップ2008決勝戦のヒューストン・ダイナモ戦にて4ゴールをあげてG大阪の優勝に貢献した。
2008年8月、アラブ首長国連邦のアル・アハリに完全移籍した。ベナンシオ・アイレスの地元紙によれば移籍金は600万ドル（当時のレートで約6億5千万円）で、そのうち85%がガンバ大阪に、身内がパス（選手保有権）の一部を所有することから、残りの15%が彼自身の手に渡ったという。2008-09シーズン、アル・アハリはUAEリーグに優勝し、バレーはチームトップの11ゴールを記録した。
2010年に同じUAEのアル・ジャジーラに移籍し、2010-11シーズンのUAEリーグに優勝。2011年4月に行われたUAEプレジデンツカップ決勝のアル・ワフダ戦では、決勝点となった先制点を含む2ゴールをあげて4-0での勝利に貢献した。
2012年にはカタールリーグのアル・アラビに移籍した。
2013年シーズンから、清水エスパルスに移籍することが発表された。7月25日、中国スーパーリーグの天津泰達足球倶楽部へ完全移籍。
2015年5月3日にヴァンフォーレ甲府へ復帰。契約満了をもって同シーズン限りで退団。2016年2月、ブラジルのGEグロリアと契約、同年に引退。

## 人物
登録名となっている「バレー」は本人によれば、ブラジルで販売されているバレーコーラ (Baré-Cola) というとても安いジュースの名前で、小さい頃によく飲んでいたせいか、あだ名として呼ばれだしたものが定着したとのこと。家族や親しい者は本名の「ジャデル」で呼ぶという。
Jリーグでプレーしていた頃には公文式の教室に通い、日本語の勉強をしていた。しかし、記者会見では語弊などを避けるためポルトガル語を使用している。

## 所属クラブ
ユース経歴
- 1998年  デフェンソール・スポルティング
- 1998年 - 1999年  グアラニFC

プロ経歴
- 2000年 - 2001年  デフェンソール・スポルティング
  - 2000年  グレミオFBPA (期限付き移籍)
  - 2001年  大宮アルディージャ (期限付き移籍)
- 2002年  ヴェイレBK
- 2002年  ボタフォゴFC (サンパウロ州)
- 2003年  モンテビデオ・ワンダラーズFC
- 2003年 - 2004年  大宮アルディージャ
- 2005年 - 2006年  ヴァンフォーレ甲府
- 2007年 - 2008年7月  ガンバ大阪
- 2008年8月 - 2010年7月  アル・アハリ・ドバイ
- 2010年7月 - 2012年9月  アル・ジャジーラ・クラブ
- 2012年9月 - 12月  アル・アラビ・ドーハ
- 2013年 - 2013年7月  清水エスパルス
- 2013年7月 - 2015年2月  天津泰達足球倶楽部
- 2015年5月 - 同年12月  ヴァンフォーレ甲府
- 2016年  GEグロリア

## 個人成績
| 国内大会個人成績 | 国内大会個人成績 | 国内大会個人成績 | 国内大会個人成績 | 国内大会個人成績             | 国内大会個人成績                    | 国内大会個人成績 | 国内大会個人成績 | 国内大会個人成績 | 国内大会個人成績 | 国内大会個人成績 | 国内大会個人成績 |
| 年度             | クラブ           | 背番号           | リーグ           | リーグ戦                     | リーグ戦                            | リーグ杯         | リーグ杯         | オープン杯       | オープン杯       | 期間通算         | 期間通算         |
| 年度             | クラブ           | 背番号           | リーグ           | 出場                         | 得点                                | 出場             | 得点             | 出場             | 得点             | 出場             | 得点             |
| ブラジル         | ブラジル         | ブラジル         | ブラジル         | リーグ戦                     | リーグ戦                            | ブラジル杯       | ブラジル杯       | オープン杯       | オープン杯       | 期間通算         | 期間通算         |
| ---------------- | ---------------- | ---------------- | ---------------- | ---------------------------- | ----------------------------------- | ---------------- | ---------------- | ---------------- | ---------------- | ---------------- | ---------------- |
| 2000             | グレミオ         |                  | セリエA          | 0                            | 0                                   | 0                | 0                | 0                | 0                | 0                | 0                |
| 日本             | 日本             | 日本             | 日本             | リーグ戦                     | リーグ戦                            | リーグ杯         | リーグ杯         | 天皇杯           | 天皇杯           | 期間通算         | 期間通算         |
| 2001             | 大宮             | 30               | J2               | 30                           | 13                                  | -                | -                | 1                | 0                | 31               | 13               |
| デンマーク       | デンマーク       | デンマーク       | デンマーク       | リーグ戦                     | リーグ戦                            | リーグ杯         | リーグ杯         | オープン杯       | オープン杯       | 期間通算         | 期間通算         |
| 2002             | ヴェイレ         |                  | スーペル         | 6                            | 3                                   |                  |                  |                  |                  |                  |                  |
| ブラジル         | ブラジル         | ブラジル         | ブラジル         | リーグ戦                     | リーグ戦                            | ブラジル杯       | ブラジル杯       | オープン杯       | オープン杯       | 期間通算         | 期間通算         |
| 2002             | ボタフォゴ-SP    |                  |                  |                              |                                     |                  |                  |                  |                  |                  |                  |
| ウルグアイ       | ウルグアイ       | ウルグアイ       | ウルグアイ       | リーグ戦                     | リーグ戦                            | リーグ杯         | リーグ杯         | オープン杯       | オープン杯       | 期間通算         | 期間通算         |
| 2003             | ワンダラーズ     |                  | 1部              |                              |                                     |                  |                  |                  |                  |                  |                  |
| 日本             | 日本             | 日本             | 日本             | リーグ戦                     | リーグ戦                            | リーグ杯         | リーグ杯         | 天皇杯           | 天皇杯           | 期間通算         | 期間通算         |
| 2003             | 大宮             | 11               | J2               | 43                           | 22                                  | -                | -                | 3                | 4                | 46               | 26               |
| 2004             | 大宮             | 11               | J2               | 41                           | 15                                  | -                | -                | 2                | 2                | 43               | 17               |
| 2005             | 甲府             | 16               | J2               | 38                           | 21                                  | -                | -                | 2                | 1                | 40               | 22               |
| 2006             | 甲府             | 16               | J1               | 30                           | 14                                  | 5                | 1                | 1                | 0                | 36               | 15               |
| 2007             | G大阪            | 18               | J1               | 31                           | 20                                  | 7                | 5                | 4                | 1                | 42               | 26               |
| 2008             | G大阪            | 18               | J1               | 18                           | 10                                  | 1                | 0                | -                | -                | 19               | 10               |
| UAE              | UAE              | UAE              | UAE              | リーグ戦                     | リーグ戦                            | リーグ杯         | リーグ杯         | オープン杯       | オープン杯       | 期間通算         | 期間通算         |
| 2008-09          | アル・アハリ     | 9                | 1部              | 10                           | 11                                  |                  |                  |                  |                  |                  |                  |
| 2009-10          | アル・アハリ     | 9                | 1部              | 19                           | 11                                  |                  |                  |                  |                  |                  |                  |
| 2010-11          | アル・ジャジーラ | 9                | 1部              | 20                           | 12                                  |                  |                  |                  |                  |                  |                  |
| 2011-12          | アル・ジャジーラ | 9                | 1部              | 14                           | 11                                  |                  |                  |                  |                  |                  |                  |
| カタール         | カタール         | カタール         | カタール         | リーグ戦                     | リーグ戦                            | リーグ杯         | リーグ杯         | オープン杯       | オープン杯       | 期間通算         | 期間通算         |
| 2012-13          | アル・アラビ     | 20               | 1部              | 7                            | 2                                   |                  |                  |                  |                  |                  |                  |
| 日本             | 日本             | 日本             | 日本             | リーグ戦                     | リーグ戦                            | リーグ杯         | リーグ杯         | 天皇杯           | 天皇杯           | 期間通算         | 期間通算         |
| 2013             | 清水             | 9                | J1               | 16                           | 4                                   | 6                | 2                | -                | -                | 22               | 6                |
| 中国             | 中国             | 中国             | 中国             | リーグ戦                     | リーグ戦                            | リーグ杯         | リーグ杯         | FA杯             | FA杯             | 期間通算         | 期間通算         |
| 2013             | 天津泰達         |                  | 超級             | 13                           | 3                                   |                  |                  |                  |                  |                  |                  |
| 2014             | 天津泰達         |                  | 超級             | 16                           | 4                                   |                  |                  |                  |                  |                  |                  |
| 日本             | 日本             | 日本             | 日本             | リーグ戦                     | リーグ戦                            | リーグ杯         | リーグ杯         | 天皇杯           | 天皇杯           | 期間通算         | 期間通算         |
| 2015             | 甲府             | 10               | J1               | 22                           | 8                                   | 0                | 0                | 1                | 0                | 23               | 8                |
| 通算             | ブラジル         | ブラジル         | セリエA          | 0                            | 0                                   | 0                | 0                | 0                | 0                | 0                | 0                |
| 通算             | 日本             | 日本             | J1               | 117                          | 56                                  | 19               | 8                | 6                | 1                | 142              | 65               |
| 通算             | 日本             | 日本             | J2               | 152                          | 71                                  | -                | -                | 8                | 7                | 160              | 80               |
| 通算             | デンマーク       | デンマーク       | スーペル         | 6                            | 3\|\|\|\|\|\|\|\|\|\|\|\|           |                  |                  |                  |                  |                  |                  |
| 通算             | ウルグアイ       | ウルグアイ       | 1部              | \|\|\|\|\|\|\|\|\|\|\|\|\|\| |                                     |                  |                  |                  |                  |                  |                  |
| 通算             | UAE              | UAE              | 1部              | 49                           | 34\|\|\|\|\|\|\|\|\|\|\|\|          |                  |                  |                  |                  |                  |                  |
| 通算             | カタール         | カタール         | 1部              | 7                            | 2\|\|\|\|\|\|\|\|\|\|\|\|           |                  |                  |                  |                  |                  |                  |
| 通算             | 中国             | 中国             | 超級             | 28                           | 7\|\|\|\|\|\|colspan="2"\|-\|\|\|\| |                  |                  |                  |                  |                  |                  |
| 総通算           | 総通算           | 総通算           | 総通算           | \|\|\|\|\|\|\|\|\|\|\|\|\|\| |                                     |                  |                  |                  |                  |                  |                  |

その他の公式戦
- 2005年
  - J1・J2入れ替え戦 2試合7得点
- 2007年
  - スーパーカップ 1試合0得点

| 国際大会個人成績 | 国際大会個人成績 | 国際大会個人成績 | 国際大会個人成績 | 国際大会個人成績 | FIFA | FIFA |
| 年度             | クラブ           | 背番号           | 出場             | 得点             | 出場 | 得点 |
| AFC              | AFC              | AFC              | AFC CL           | AFC CL           | CWC  | CWC  |
| ---------------- | ---------------- | ---------------- | ---------------- | ---------------- | ---- | ---- |
| 2008             | G大阪            | 18               | 6                | 1                | -    | -    |
| 2009             | アル・アハリ     | 9                | 5                | 0                | 1    | 0    |
| 2010             | アル・アハリ     | 9                | 3                | 1                | -    | -    |
| 2011             | アル・ジャジーラ | 9                | 3                | 2                | -    | -    |
| 2012             | アル・ジャジーラ | 9                | 7                | 3                | -    | -    |
| 通算             | AFC              | AFC              | 24               | 7                | 1    | 0    |

その他の国際公式戦
- 2008年
  - パンパシフィックチャンピオンシップ 2試合5得点

出場歴
- Jリーグ初出場・初得点 - 2001年5月23日 J2第13節 vs水戸ホーリーホック（ひたちなか市総合運動公園陸上競技場）

## タイトル

### クラブ
ガンバ大阪
- Jリーグカップ：1回（2007年）
- FUJI XEROX SUPER CUP：1回（2007年）
- パンパシフィックチャンピオンシップ：1回（2008年）

アル・アハリ
- UAEリーグ：1回（2008-09）

アル・ジャジーラ
- UAEリーグ：1回（2010-11）
- UAEプレジデンツカップ：1回（2010-11）

### 個人
- Jリーグ優秀選手賞: 1回（2007年）
- Jリーグベストイレブン：1回（2007年）
- パンパシフィックチャンピオンシップ得点王：1回（2008年）

## CM出演
- 甲斐ゼミナール (2006年)
- 本格炭火焼肉 でん (2007年 - 2008年)